# Eucalyptus robusta
Eucalyptus robusta (eucalipto robusto) es una especie de árbol australiano de madera dura; endémico de Nueva Gales del Sur y Queensland. Es  común su plantación para madera en Australia, Sudáfrica y Sudamérica.

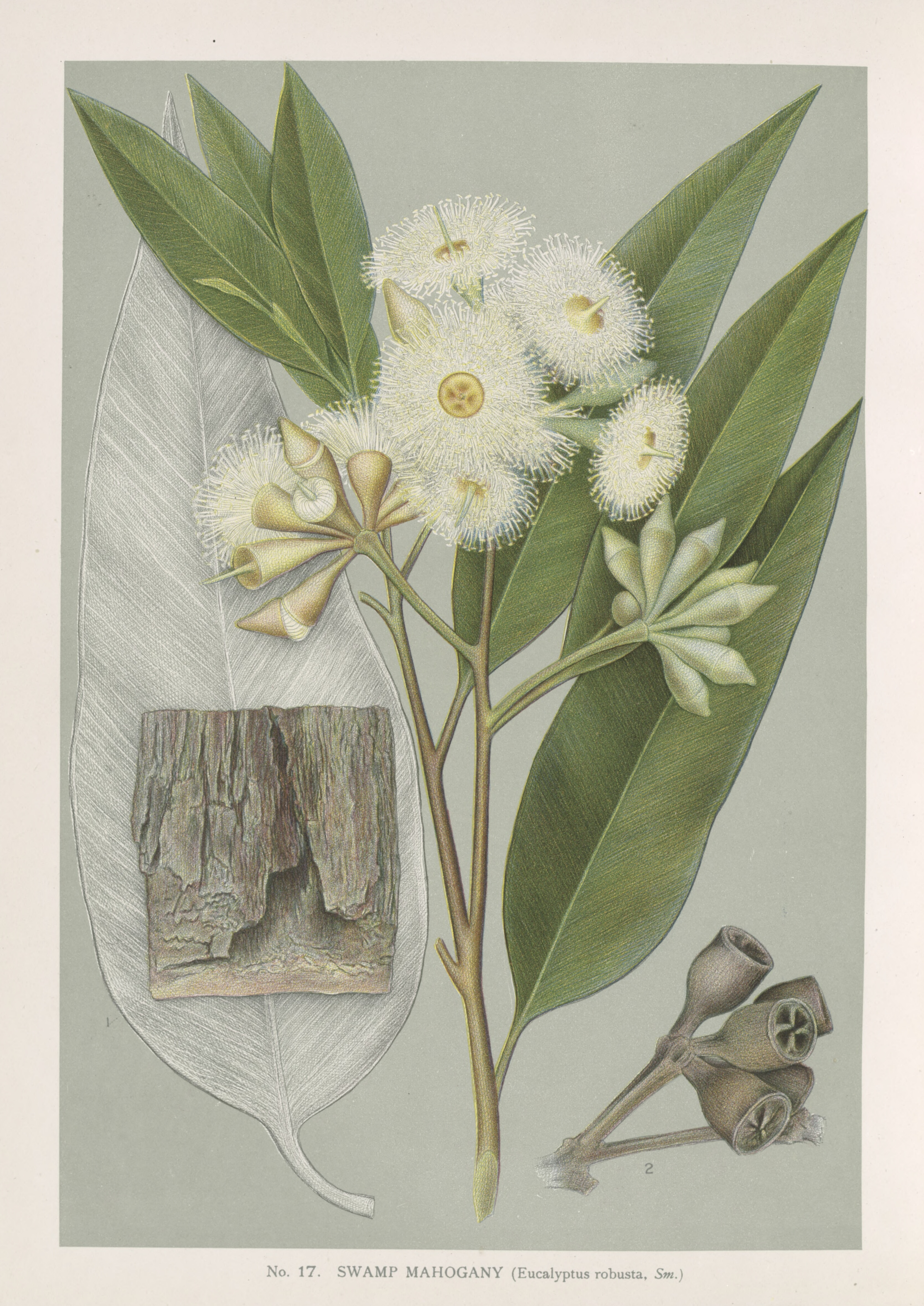
Ilustración

## Descripción
Su fuste alcanza los 30 m; madera pesada (cerca de 850 kg/m³), muy dura, texturada, razonablemente apta para trabajar. Para construcción (tablas, vigas), paneles, botes. Bien cotizada para pisos y muebles debido a su rico color miel oscuro.
Se adapta a muchos tipos de climas y fue introducida en muchos climas tropicales, subtropicales y templados cálidos: Puerto Rico, sur de Florida, costas de California, Hawái; estando completamente naturalizada. Conocido comúnmente como «caoba de los pantanos» en Australia, en Estados Unidos se la llama «robusta eucalyptus» y como robusta, eucalipto o «beakpod eucalyptus» en Puerto Rico.
Sus plantaciones sometidas a heladas de -9 °C, produce un daño muy severo al follaje (con muerte del 90 % del follaje total), pero se recupera en no más de 4 meses. Aunque se recupera de daño severo por heladas, su distribución natural es la baja temperatura de -9 °C anualmente, así jamás tiene éxito.

## Taxonomía
Eucalyptus robusta fue descrita por James Edward Smith y publicado en A Specimen of the Botany of New Holland (Pt. 4): 39, pl. 13. 1795.
Etimología
Eucalyptus: nombre genérico que proviene del griego antiguo: eû = "bien, justamente" y kalyptós = "cubierto, que recubre". En Eucalyptus L'Hér., los pétalos, soldados entre sí y a veces también con los sépalos, forman parte del opérculo, perfectamente ajustado al hipanto, que se desprende a la hora de la floración.
robusta: epíteto latíno que significa "robusta".
 Sinonimia
- Eucalyptus rostrata Cav., Icon. 4: 23 (1797).
- Eucalyptus multiflora Poir. in J.B.A.P.M.de Lamarck, Encycl., Suppl. 2: 594 (1812).
- Eucalyptus multiflora var. bivalvis Blakely, Key Eucalypts: 98 (1934).[4]